# さいたま市立つばさ小学校
さいたま市立つばさ小学校（さいたましりつ つばさしょうがっこう）は、埼玉県さいたま市北区宮原町にある公立小学校。

## 概要
2009年に日進小学校・日進北小学校・宮原小学校の3校より分離独立して開校した、さいたま市で3番目に新しい小学校である。児童数は2023年時点で1000人を超える大規模校となっている。
校舎等の屋上に太陽光発電設備や屋上緑化を整備し、また雨水濾過装置の設置や校庭の一部芝生化などを行うことで、環境を考慮した学校施設の整備に取り組んでいる。また、校舎内装材の一部を木質化することで、温かみのある学校の整備に取り組んだ。

### 学校教育目標
「あかるく（徳）　つよく（体）　かしこく（知）　なかよく（コミュニケーション）」

### 校歌
- 作詞：金沢智恵子[4]
- 作曲：橋本祥路[4]

## 沿革
- 2009年（平成21年）
  - 4月1日 - 日進小学校・日進北小学校・宮原小学校より分離独立し、さいたま市立つばさ小学校として開校した[1]。
  - 5月26日 - さいたま市教育委員会より平成21・22年度「情報教育」の研究指定委嘱を受ける。
- 2010年（平成22年）4月8日 - さいたま市教育委員会から、「読み書き・そろばん推進モデル校」の委嘱を受ける。
- 2011年（平成23年）5月24日 - さいたま市教育委員会から平成23年度「生命尊重にかかわる教育」モデル校として研究及び実践の委嘱を受ける。
- 2012年（平成24年）5月22日 - さいたま市教育委員会から平成24・25年度の「コミュニケーション力の育成（国語科）研究推進校として委嘱を受ける。
- 2013年（平成25年）5月22日 - さいたま市教育委員会から平成25年度「ASUKAモデル」実践校として研究及び実践の委嘱を受ける。
- 2016年（平成26年）5月18日 - さいたま市教育委員会から平成28年度のCST事業推進拠点校として委嘱を受ける。同日、さいたま市教育委員会から平成28・29年度の教育課程研究指定校として委嘱を受ける。アクティブ・ラーニングを重視した算数科などの研究に取り組む。この研究は、学んだことをもとに自ら課題について考え、対話を通して互いの考えを伝えあい、ものの見方や考え方を深めながら解決していくという一連の学習活動。
- 2020年（令和2年） - さいたま市教育委員会から「さいたまSTEAMS教育（理数）」の研究委嘱を受ける[5]。

## 各種表彰などについて

### 吹奏楽部
- 平成25年度 - 埼玉県吹奏楽コンクール小学校部門 金賞
- 平成25年度 - TBSこども音楽コンクール重奏の部　小学校部門 優良賞
- 平成25年度 - TBSこども音楽コンクール管楽合奏の部　小学校部門　最優秀賞
- 平成25年度 - 西関東吹奏楽部コンクール　金賞
- 平成25年度 - 日本管楽合奏コンテスト全国大会　最優秀賞
- 平成25年度 - TBSこども音楽コンクール東日本優秀演奏発表会　優秀賞
- 平成26年10月12日 - さいたま市立つばさ小学校吹奏楽部 第14回東日本学校吹奏楽大会 銀賞
- 平成28年 - 第57回埼玉県吹奏楽コンクール 埼玉県大会　金賞

## 通学区域と進学先中学校
出典

### 通学区域
さいたま市北区
- 大成町4丁目（一部）
- 日進町2丁目（一部）
- 宮原町3丁目（全域）

### 進学先中学校
公立中学校に進学する場合
- さいたま市立宮原中学校 - 宮原町3丁目から通う児童の主な進学先中学校
- さいたま市立日進中学校 - 大成町4丁目と日進町2丁目から通う児童の主な進学先中学校

## 風水害・地震での避難所
- 収容人数：2122人
- 備蓄品：アルファ米・粉ミルク・毛布・発電機・組立トイレ等
- 災害用貯水タンク：さいたま市水道局により、災害時の応急給水場所として災害用貯水タンクが設置されている。

## 周辺
- さいたま市産業振興会館
  - さいたま市北教育相談室
  - さいたま市計量検査所
- 大宮通運本社
  - 上記は敷地が隣接
- さいたま市立うねうね公園 - さいたま市道をはさんで、敷地が隣接。
- ファミリーマート日進駅北口店
- 社会福祉法人誠高会大宮日進さくらんぼ保育園 - 進学前保育園のひとつ。
- JR川越線 - 線路は校地のすぐ南側を通るが、日進駅は少し離れている。
- アンサンブル大宮日進
- JR高崎線 - 線路が付近を通るだけである。
- このほか、パークシティさいたま北アークレジデンスなどのマンションなどの住宅施設も点在。

## 交通アクセス
- JR東日本川越線日進駅（北口）から、徒歩約500m・約7分。
- JR東日本高崎線宮原駅（西口）から、徒歩約935m・約14分。
- 埼玉新都市交通伊奈線（ニューシャトル）加茂宮駅（出口1）から、徒歩約900m・約14分。